# 蕭譜元
蕭譜元（1597年—1644年），字籟始，號籥太，河南歸德府永城縣酇城籍，江西吉安府廬陵縣人，明朝、南明政治人物。

## 生平
萬曆四十年（1612年）壬子科河南鄉試第五十一名舉人，與從弟並稱蕭氏二鳳。崇禎七年（1634年）中式甲戌科會試第二百二十八名，三甲第五十五名進士。大理寺觀政，授山西襄陵縣知縣，努力治理遭兵災的地方，署理翼城縣、太平縣二縣事，興利除害，設立水坊、驛站，便利百姓。九年（1636年）、十二年（1639年）兩度任鄉試同考官，先後拔取十餘人，登第者有六人。居官清廉，因忤上官，十三年（1640年）拾遺，十五年（1642年）謫蘇州府照磨，署理吳縣事，推誠惠愛，一如在山西，十六年（1643年）升陝西韓城縣知縣，到任一月多，李自成軍入關，西安府城陷落，秦王朱存極降，蕭譜元統率士民守韓城，被喻為唐朝安史之亂時顏真卿固守的平原郡，惟未有明軍救援，蕭譜元出奔江南，十七年（1644年）獲弘光朝廷授應天府儒學教授，兼署理溧水縣事，同年遷國子監博士，以疾不起，卒於南京府邸，側室張氏自縊殉葬。

## 家族
曾祖蕭鎬，鄉大賓；祖父蕭夢麒；父蕭倬。